# Semiothisa triplicaria
Semiothisa triplicaria là một loài bướm đêm trong họ Geometridae.